# Crans (Vaud)
Crans (do 31 grudnia 2020 Crans-près-Céligny) – miejscowość i gmina (commune) w zachodniej Szwajcarii, w kantonie Vaud, w okręgu (district) Nyon. Leży nad Jeziorem Genewskim.  

## Demografia
W Crans mieszka 1266 osób. W 2021 roku 23% populacji gminy stanowiły osoby urodzone poza Szwajcarią.

## Transport
Przez teren gminy przebiegają autostrada A1 oraz droga główna nr 1. 